# Liste de jeux Commodore VIC-20
Voici la liste des jeux Commodore VIC-20 classés par ordre alphabétique.
- Haut – A
- B
- C
- D
- E
- F
- G
- H
- I
- J
- K
- L
- M
- N
- O
- P
- Q
- R
- S
- T
- U
- V
- W
- X
- Y
- Z

## 0-9
- 3D Silicon Fish
- 3-D Maze

## A
- Abductor
- Adventureland
- A.E.
- Airplane
- Alien
- Alien Attack
- Alien Raiders
- Alien Soccer
- Alien Vortex
- Alien Wars
- Alpha Blaster
- Alphoids
- Amok!
- Ampumapeli
- Annihilator
- Another Vic In The Wall
- Antimatter Splatter
- Ape Escape
- Apple Bug
- Apple Panic
- Arcadia
- Artillery Duel
- Asteroids
- Asteroyds
- Astro Fighters
- Astro Panic
- Astro Patrol
- Astro-Command
- Atlantis
- Avenger

## B
- B-1 Nuclear Bomber
- Bagdad
- Baja 1000
- Bandits
- Battlefield
- Bewitched
- Blitzkrieg
- Block Buster
- Blockade (en)
- Blue Meanies From Outer Space
- The Bomb
- Bomber
- Bomber Run
- Bonking Barrels
- Bounceout
- Brainstorm
- Buck Rogers: Planet of Zoom
- Bug Diver
- Bunny Hop
- Burning Building

## C
- Canyon Runner
- Car Chase
- Car Driver
- Castle Dungeon
- Catcha Snatcha
- Caterpilla
- Caves
- CB Slot VI
- CB Slot VIII
- Centipod
- Centipede
- Chariot Race
- Choplifter!
- City Bomber
- Clowns
- Code Breaker
- Computer Adventure
- Congo Bongo
- Cops & Robbers
- Cosmic Cruncher
- The Count
- Crazy Climber
- Crazy Kong
- Crisis Mountain
- Crossfire
- Crush Crumble and Chomp!
- Cyclone
- Cyclons

## D
- Dam Buster
- Death House
- Death Maze
- Deathtrap
- Defender
- Deflex
- Depth Charge
- Demon Attack
- Devastator
- Dig Dug
- Dodo Lair
- Donkey Kong
- Downhill
- Drag Strip
- Dragonfire
- Dragon Master
- Duck Shoot
- Dungeon

## E
- English Invaders
- Explorer

## F
- Football Manager
- Fourth Encounter
- Frantic Fisherman
- Frantic
- Freeze Factory
- Frogger

## G
- Galaxian
- Garden Wars
- Ghost Hunt
- Gorf
- Grand Prix
- Gridrunner

## H
- Hangman
- Harvester
- Hellgate
- Hoppit

## I
- Ice
- Impossible Mission

## J
- Jawbreaker
- Jelly Monsters
- Jetpac
- Jigsaw
- Juggler
- Jungle Hunt
- Jupiter Lander

## K
- K-Star Patrol
- Killer Comet
- Krazy Kong

## L
- Laserzone
- Lode Runner
- London to Paris Air Race
- Lucy Lizard
- Lunar Lander

## M
- Marble Hunt
- Mathematic Missile
- Magical Maldibus
- MasterType
- Matrix
- Max
- Menagerie
- Metagalactic Llamas Battle at the Edge of Time
- Metamorphosis
- Meteor Maze
- Mine Field
- Midnight Drive
- Minotaur
- Mole Attack
- Money Snake
- Moon Patrol
- Motor Mouse
- Motorway
- Ms Pac-Man
- Multisound Synthesizer
- Munch Man

## N
- New York Blitz
- Nukewar

## O
- Omega Race
- Othello (variation A)
- Othello (variation B)

## P
- Pac-Man
- Pak Bomber
- Pakakuda
- Panic!
- The Perils of Willy
- Pharaoh's Curse
- Phantom Attack
- Pinball Wizard
- Pirate's Cove
- Pistolen Paultje
- The Pit
- Poker
- Pontoon 21
- Pool
- Pole Position
- Potholes I
- Potholes II
- Potholes III
- Potholes IV
- Potholes V
- Problems
- Protector
- Psycho Shopper
- Puckman

## Q
- Q*bert
- Quest
- Quirk
- Quizard
- Quiz Master

## R
- Rabbit Blitz
- Rabbit Chaser
- Race
- Racefun
- Racer
- Radar Rat Race
- Raid on Fort Knox
- RattenVanger
- Red Alert
- Rescue at Rigel
- Rhino
- Ricochet
- RIJ-Test
- River Rescue
- Road Driver
- Roader
- Robotron: 2084
- Rocket Command
- Rockman
- Rubiks Cube
- Rugby
- Ruimtemonsters

## S
- Sammy Lightfoot
- Sargon II
- Saucer Shooter
- Scare City Motel
- Schuifspel
- Scramble
- Seafox
- Serpentine
- Shamus
- Shooting Gallery
- Ski
- Skipping Ball
- Sky Diver
- Sky is Falling
- Slap Dab
- Smash
- Snake
- Snake-Bite
- Sokkelo
- Space Dock
- Space Docking
- Space Escort
- Space Fortress
- Space Panic
- Space Zap
- Speed Boat
- Speed-Ski
- Spiders of Mars
- Star Battle
- Star Blazer
- Star Chaser
- Star Trek: Strategic Operations Simulator
- Stargate
- Star Wars
- Star Wars II
- Stock
- Stop Thief
- Sub Hunt
- Super Slot
- Super Smash
- Super Slither
- Swarm (variation A)
- Swarm (variation B)
- Sword of Fargoal

## T
- Tank Versus UFO
- Tank Wars
- Temple of Apshai
- Threshold
- Thunderflash
- Tic-tac-toe
- Time Bomb
- Tooth Invaders
- Trap-Man
- Tutankham
- Type Attack
- Typing

## U
- U-Boat
- UFO
- Under Mine

## V
- Vic Biorhythms
- Vic Calendar
- Vic Downs
- Vic Panic
- Vic Super Lander
- Vic-Tac-Toe
- Visible Solar System
- Voodoo Castle

## W
- Wacky Waiters
- Wall Street
- The Wizard and the Princess
- Word Game
- Word Match

## Z
- Zac-Man

- Haut – A
- B
- C
- D
- E
- F
- G
- H
- I
- J
- K
- L
- M
- N
- O
- P
- Q
- R
- S
- T
- U
- V
- W
- X
- Y
- Z